# 好望角

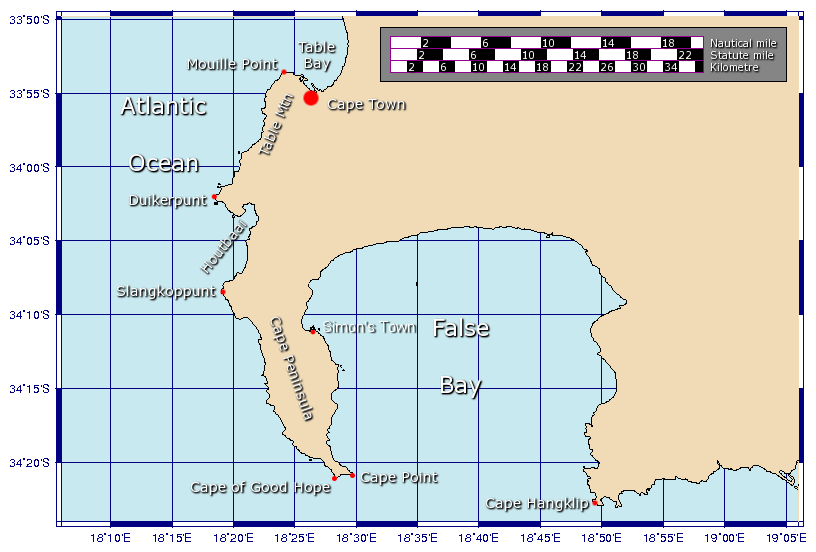
開普半島地圖，圖中顯示好望角（Kaap de Goede Hoop）和開普角（Kaappunt）。

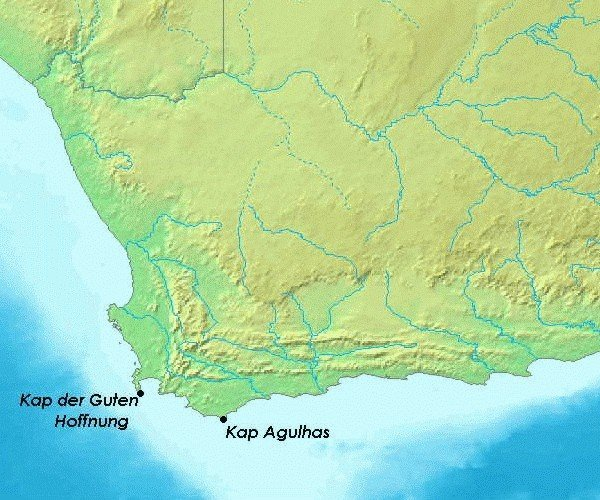
好望角和厄加勒斯角的比較地圖

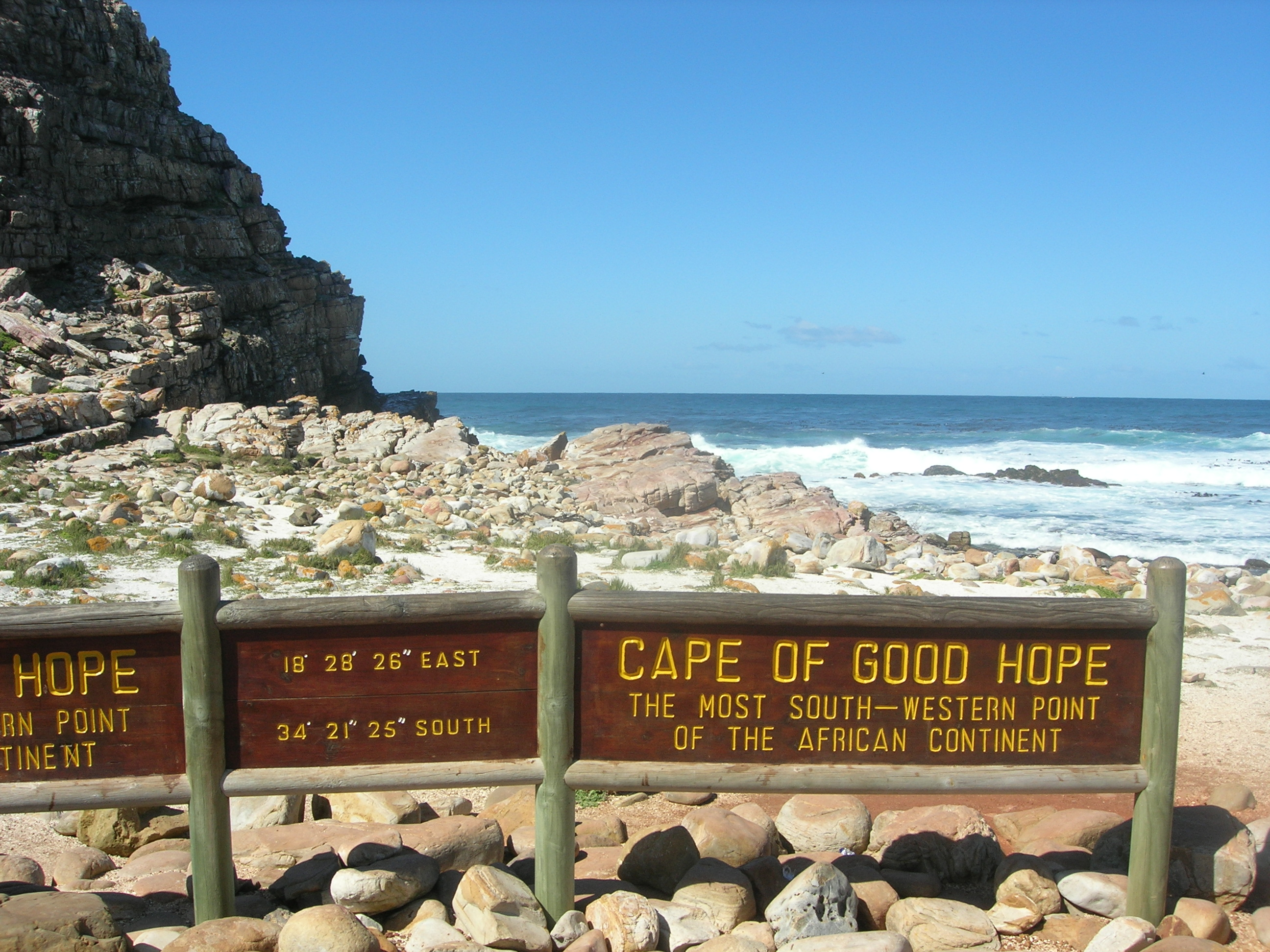
好望角

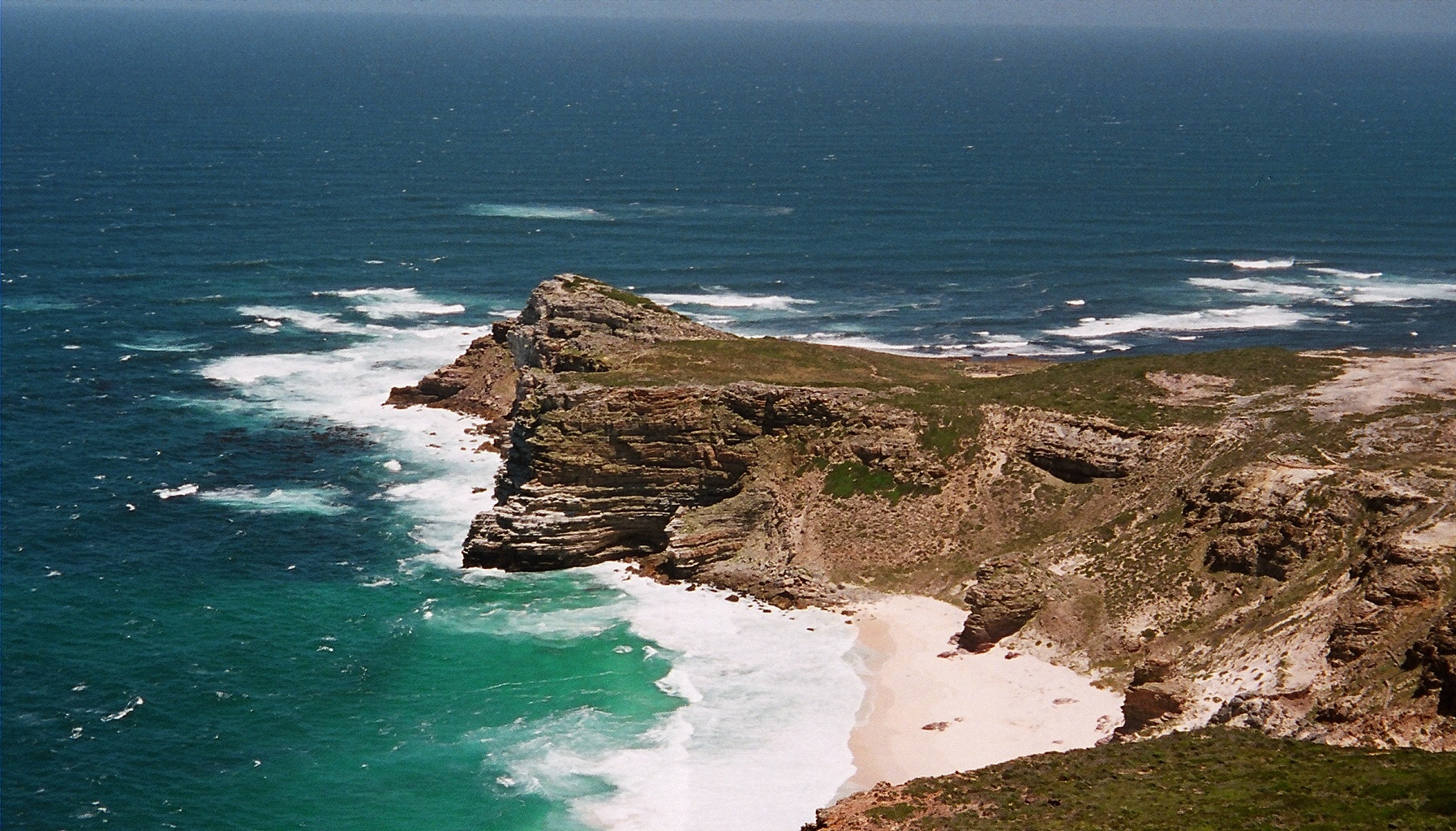
好望角，從東邊的崖壁上向西眺望。

34°21′16.92″S 18°29′26.77″E / 34.3547000°S 18.4907694°E
好望角（[ˌkɑːp di ˌχujə ˈɦʊəp]，[ˌkaːb də ˌɣudə ˈɦoːp] ⓘ，[ˈkaβu ðɐ ˈβoɐ ʃpɨˈɾɐ̃sɐ]）在非洲南非共和國的西南端，北距開普敦48km，瀕大西洋，在開普半島的盡頭處，是南非最著名的旅游勝地之一。在蘇伊士運河未開通以前，好望角是歐洲通往東方的海路必經之地；至今，特大油輪若無法進入蘇伊士運河，仍需繞行好望角。好望角常被誤認是非洲大陸最南端，而距離其東南偏東方向約150公里、隔佛爾斯灣而望的厄加勒斯角才是實至名歸的非洲最南端。中國明清時代舊稱为“大浪山”。

## 歷史

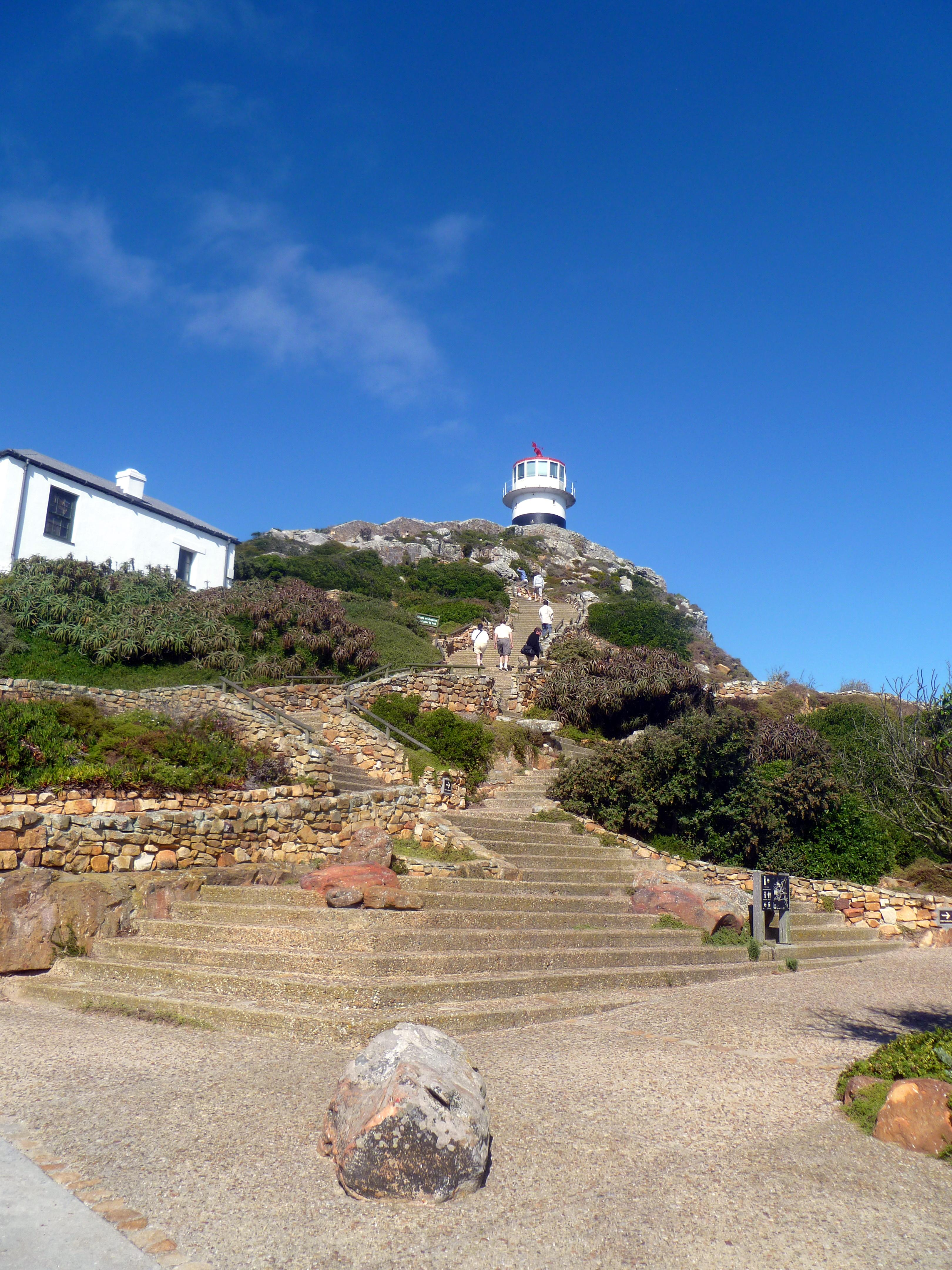
好望角燈塔

1486年，葡萄牙航海家巴爾托洛梅烏·迪亞士率探险队从里斯本出发，尋找一條通往東方“黄金樂土”的海上通道。当船隊航至大西洋和印度洋交界的水域時，海面狂風大作，驚濤駭浪幾使整個船隊覆没。最後巨浪把倖存船隻推到一個未名岬角上，此艦隊遂延存下來。迪亞士将此地名命为“暴风角”。迪亞士認為只要轉向繼續航行便可到達印度，但船隊彈盡糧絕，只得返回葡萄牙。1497年11月，另一位探險家達·伽馬率領艦隊經好望角成功駛入印度洋，满载黄金、絲綢回到葡萄牙。葡萄牙國王約翰二世將暴风角改稱“好望角”，從此好望角成為歐洲人進入印度洋的海岸指路標。好望角海域幾乎終年大風大浪，常常有“杀人浪”出现，這種浪波弱則5－6公尺高、強則高達15公尺以上，浪頭犹如悬崖峭壁，浪背如缓缓的山坡，受其侵襲而蒙難的海船不計其數，是世界最危險的航海區域之一。1500年，迪亞士再航好望角，此回卻遇巨浪而葬身於此。
荷蘭人扬·范·里贝克于1652年4月6日在好望角以北约50公里的桌灣为荷兰东印度公司建立了一个补给营地，此地最终发展成为开普敦。1687年12月31日，一群胡格諾派成員从荷兰来到好望角。他们最初為躲避法国天主教徒的迫害从法国逃到荷兰，此時又來到好望角。
在拿破仑战争期间，荷兰共和国于1795年被法国人占领。因此開普殖民地成为法国的附庸，並成為反法同盟之一的英國的攻擊目標。同年英國入侵并占领开普殖民地。1803年，英国放弃对该地的控制，但在1806年1月19日布勞烏堡戰役后又重新占领该地。荷兰人在1814年的倫敦条约中把开普殖民地割让给英国人。1910年，开普殖民地并入南非聯邦。
如今好望角海域少有大浪，但時有大霧，甚至遮蔽燈塔射光。近年，開普敦當局修建了一座更近於海岸且更大體積的新燈塔，上面標注了此地與世界各著名城市之間的距離。

## 伸延閱讀
- Marco Polo, Yule, Henry , 编, , John Murray, 1875
- Needham, Joseph, , 1971

## 外部連結
- List of birds of the Cape of Good Hope Nature Reserve, with paragraph describing each species
- Cape of Good Hope, Panoramic view
- Cape of Good Hope （页面存档备份，存于） is a map by John Arrowsmith in 1842